# Arachnopusia globosa
Arachnopusia globosa är en mossdjursart som beskrevs av Hayward och Thorpe 1988. Arachnopusia globosa ingår i släktet Arachnopusia och familjen Arachnopusiidae. Inga underarter finns listade i Catalogue of Life.